# Tetrasiphon hydrocora
Tetrasiphon hydrocora is een raderdiertjessoort uit de familie Tetrasiphonidae. De wetenschappelijke naam van deze soort is voor het eerst geldig gepubliceerd in 1840 door Ehrenberg.